# Solanum sessiliflorum

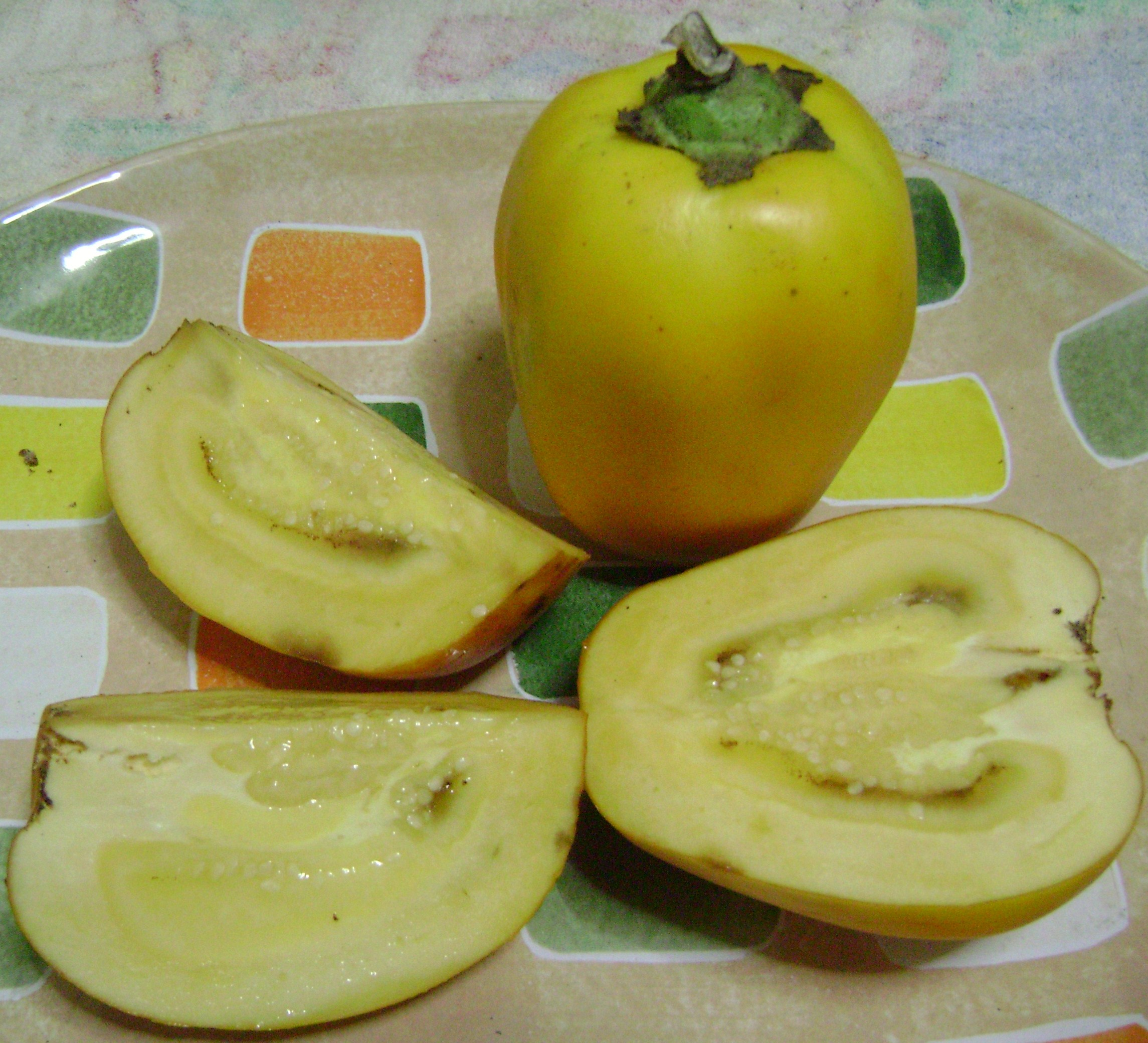
Fruto

Solanum sessiliflorum, llamada popularmente cocona (o túpiro en algunas lenguas de la Orinoquia), es una especie fanerógama  originaria de Sudamérica tropical y perteneciente a la familia Solanaceae. Se cultiva en varios países por su fruto de sabor agradable y con interesantes propiedades nutritivas con el que se elaboran jugos, néctares, mermeladas, dulces, compotas y, en ocasiones, para su consumo en fresco.

## Descripción
La cocona una planta de crecimiento rápido. Mide de 80 cm a 2 m de altura. Los talos son cilíndricos con pubescencia dura y grisácea, ramifica desde cerca del suelo, tiene  ramas robustas y hojas simples, alternas, de 30 cm × 26 cm, de margen ondeado o serradas con cara superior cubierta de pelusa dura y blancuzca. La inflorescencia es axilar en racimos. Sus flores son más grandes que las de la patata, miden de 4 a 5 cm de diámetro, con cáliz de cinco sépalos duros, triangulares; corola con cinco pétalos de color blancuzco o ligeramente amarillo a verde claro.

### Fruto
El fruto varía desde casi esférico u ovoide hasta ovalado, con 4 a 12 cm de ancho y 3 a 6 cm de largo, peso entre 24 y 250 g, color desde amarillo hasta rojizo. La cáscara es suave y rodea la pulpa o mesocarpio, gruesa, amarilla y acuosa. Se parece a un tomate o a un rocoto estándar redondo en forma. Algunos estudios han demostrado que comiéndolas o tomando su jugo regularmente baja al colesterol, similarmente a las naranjas, pero con un efecto más acentuado.[cita requerida]

## Cultivo
Requiere de temperaturas medias entre 18 y 30'C, sin presencia de heladas, y con precipitación pluvial entre 1.500 y 4.500 mm por año. Se beneficia de una sombra ligera durante sus primeros estados de desarrollo. Crece en suelos ácidos de baja fertilidad, como en suelos neutros y alcalinos de buena fertilidad, con textura desde arcillosa hasta arenosa. Se la encuentra cultivada en zonas con altitudes desde 0 hasta los 1500 m s. n. m.

### Propagación
La propagación se da tanto en forma sexual (semillas) como asexual (estacas, injertos). La propagación por semilla botánica, es la metodología más sencilla; los frutos contienen de 1200 -1400 semillas por fruto con un peso total de semillas de 3,2 g. Se siembran las semillas en almácigos bajo sombra, regando la semilla en surcos corridos, en cajones de 1 x 1 x 0,2 m con sustrato de aserrín húmedo descompuesto y desinfectado, y cubrirlos con 0,5 cm del mismo sustrato.
La germinación ocurre 15-30 días después de la siembra. Cuando las plántulas desarrollan 4 hojas, están listas para el repique directo a bolsas plásticas, conteniendo sustrato mezclado de tierra negra, arena y materia orgánica descompuesta en la proporción 1:1:1. Transcurridos 2-3 meses del repique, las plantas alcanzan 20-25 cm de altura y están listas para al trasplante al campo definitivo.
La propagación asexual o vegetativa se realiza por estacas e injerto. El primer método utiliza estacas semi-leñosas de 1 cm de diámetro por 30 cm de largo, y consiste en colocar las estacas lo más inclinada posibles, en el sustrato de aserrín húmedo descompuesto y desinfectado, a fin de asegurar el enraizamiento rápido y el brotamiento efectivo.
La producción empieza a los seis meses del trasplante, con fructificación continúa durante uno a dos años. Las plantas requieren de buena radiación solar durante el período de fructificación. Plantas con frutos pequeños (25 a 40 g) producen entre 119 y 87 frutos; plantas con frutos medianos (40 a 60 g) producen entre 95 y 83 frutos y plantas con frutos grandes (141 a 215 g) producen entre 39 y 24 frutos.

## Principales plagas y enfermedades
Las principales plagas detectadas en huertos caseros son Planococcus pacificus Cox (cochinilla de frutos maduros), Corythaica cyathicolla Costa (insecto adulto y larva de color cenizo) y Phyrdenus muriceus Germar (curculiónido de color amarillo que produce necrosis negras con malformación de los frutos).

## Diversidad genética
Algunos estudios efectuados en el Perú indican la existencia de más de 25 biotipos, habiéndose seleccionado 11 promisorios para su utilización comercial. La cocona tiene una fuerte predominancia del progenitor femenino o herencia materna en las características del fruto. Cruce de flores femeninas de plantas con frutos grandes dan lugar a frutos grandes, independientemente de la característica de la flor masculina. Esta influencia de la flor femenina continúa en la segunda generación sin segregación aparente.

## Usos

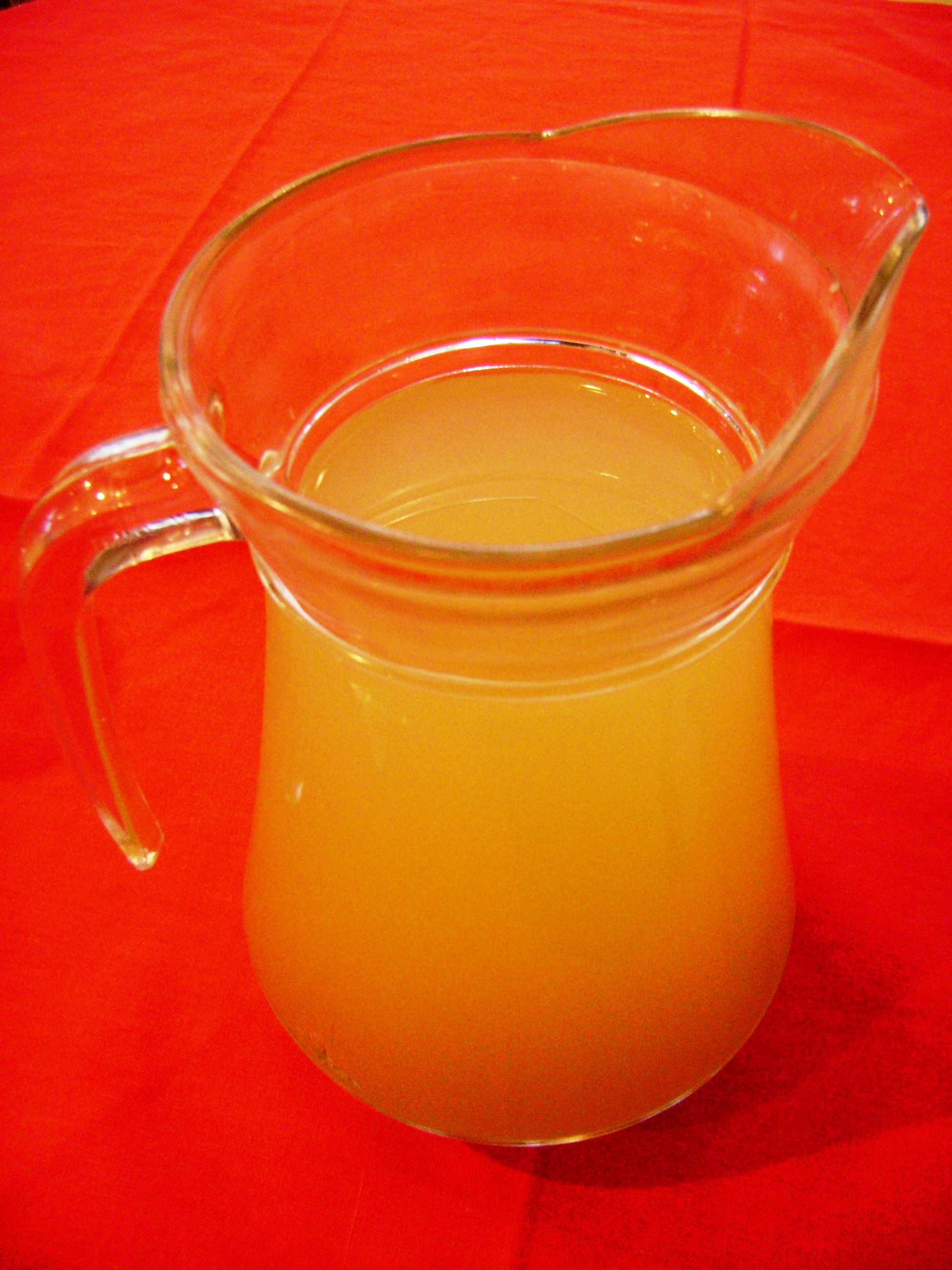
Jugo de cocona

Se cultiva en Sudamérica (Brasil, Bolivia, Colombia, Ecuador, Perú y Venezuela) a menos de 700 m s. n. m.  para ser utilizada en el consumo humano. La pulpa del fruto se usa para hacer jugos, néctares, mermeladas, dulces, compotas y, en ocasiones, para consumo fresco como hortaliza o preparada en encurtidos.
También puede crecer como planta ornamental de interior en zonas más altas y frías, pero es muy sensible a los ácaros de las arañas por lo que no se debe tener en aire seco. Además es muy sensible a las heladas.
Se utiliza en la elaboración de jugos y néctares, pero también tiene un alto potencial para usarse en la elaboración de ensaladas. Puede considerarse el tomate de la Amazonía; preparado con ají es muy agradable y se emplea como ensalada o como complemento a comidas típicas en la selva peruana, como el tacacho con cecina. También se utiliza en la preparación de encurtidos. Por otro lado, es posible usarlo en la preparación de compotas dulces, como si fuera durazno, y en mermeladas y jaleas.
Los frutos son perecederos. Pueden conservarse a temperatura ambiente, con buena aireación y bajo sombra hasta 5 días, luego se inicia el deterioro. La pulpa puede conservarse en refrigeración por tiempo prolongado.
La cocona es rica en hierro y vitamina B5 (ácido pantoténico); el volumen del jugo es de hasta 36 cm3/fruto y el grado Brix de 4-6

## Taxonomía
Solanum sessiliflorum fue descrita por Michel Félix Dunal y publicada en Encyclopédie Méthodique. Botanique ... Supplément 3: 775. 1814.
Etimología
Solanum: nombre genérico que deriva del vocablo Latíno equivalente al Griego στρνχνος (strychnos) para designar el Solanum nigrum (la "Hierba mora") —y probablemente otras especies del género, incluida la berenjena —, ya empleado por Plinio el Viejo en su Historia naturalis (21, 177 y 27, 132) y, antes, por Aulus Cornelius Celsus en De Re Medica (II, 33). Podría ser relacionado con el Latín sol. -is, "el sol", debido a que la planta sería propia de sitios algo soleados.
sessiliflorum: epíteto latino que significa "con flores sésiles".
Sinonimia
- Solanum arecunarum Pittier
- Solanum georgicum R.E. Schultes
- Solanum sessiliflorum var. sessiliflorum
- Solanum topiro Dunal[7]